# Barre (gmina w Vermont)
Barre – gmina (town) w Stanach Zjednoczonych, w stanie Vermont, w hrabstwie Washington.